# Хомин Андрій Михайлович
Андрій Михайлович Хомин (2 січня 1982, Київ) — український футболіст, колишній захисник київського «Арсеналу», харківського «Металіста» та низки інших клубів.

## Біографія
Вихованець футбольної академії київського «Динамо». У системі клубу виступав за «Динамо-3». 2000 року перейшов до білоцерківської «Росі», а за три роки — до бориспільського «Борисфену», у складі якого дебютував у Вищій лізі в грі з донецьким «Металургом». Хомин на заміну за рахунку — 0:2, який протримався до фінального свистка..
Протягом 2005–2007 років виступав за «Металіст» (Харків), у складі якого 5 листопада 2005 року дебютував у чемпіонаті України в грі проти ФК «Харків» (поразка 0:1).
Влітку 2007 року перейшов до київського «Арсенала». Дебютував за «канонірів» 15 липня 2007 року в матчі проти донецького «Металурга» 1:3. Всього зіграв за киян понад 100 матчів в елітному дивізіоні і покинув команду лише в кінці 2013 року, коли «Арсенал» знявся з чемпіонату. 
У 2009 році футболіст став батьком. У нього народилася донька Діана 
Пізніше у 2013 році народився син Денис 